# Exoskelet
Een exoskelet of uitwendig skelet is een omhulling, die dient ter bescherming van het lichaam van een organisme. Een exoskelet komt onder andere voor bij alle arthropoda (geleedpotigen), mollusca (weekdieren)en bryozoa (mosdiertjes). Een uitwendig skelet wordt gevormd door de epidermis (bij de weekdieren is dat de buitenste laag van de mantel) en wordt niet omgeven door levend weefsel.
Een organisme kan op verschillende manieren stevigheid verkrijgen:
- Door een hydroskelet: met behulp van waterdruk tegen de buitenwand, zoals bij regenwormen en kwallen
- Door een endoskelet: met behulp van harde structuren binnenin, zoals bij de mens
- Door een exoskelet: met behulp van harde structuren aan de buitenkant, zoals bij insecten

Een exoskelet is typisch voor ongewervelden. Dit in tegenstelling tot dieren met een inwendig skelet, die gewervelden (Vertebrata) worden genoemd.
Het exoskelet is opgebouwd uit hard materiaal, dat kan bestaan uit hoornachtige stoffen, zoals chitine of uit calciumverbindingen, zoals calciumcarbonaat en  calciumfosfaat. Omdat het materiaal waaruit het skelet bestaat vaak relatief zwaar is heeft een exoskelet vooral voordelen voor kleinere dieren.
Behalve dieren hebben bepaalde groepen die tot het plantenrijk gerekend worden eveneens een skelet. Vaak bestaat dat uit kiezel (siliciumdioxide). Een voorbeeld hiervan vormen de kiezelwieren of diatomeeën.

## Voorbeelden

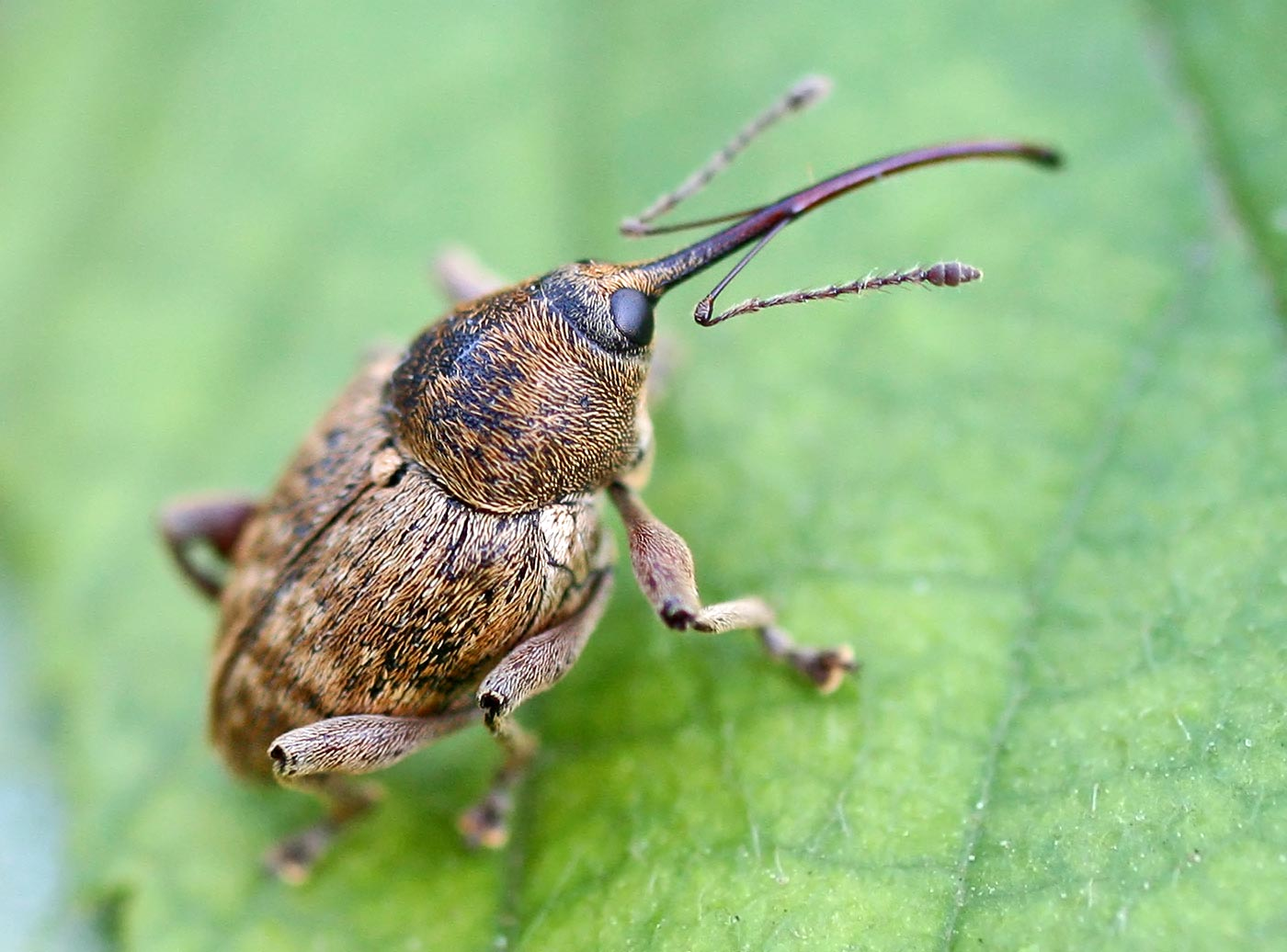
chitinepantser van een snuitkever
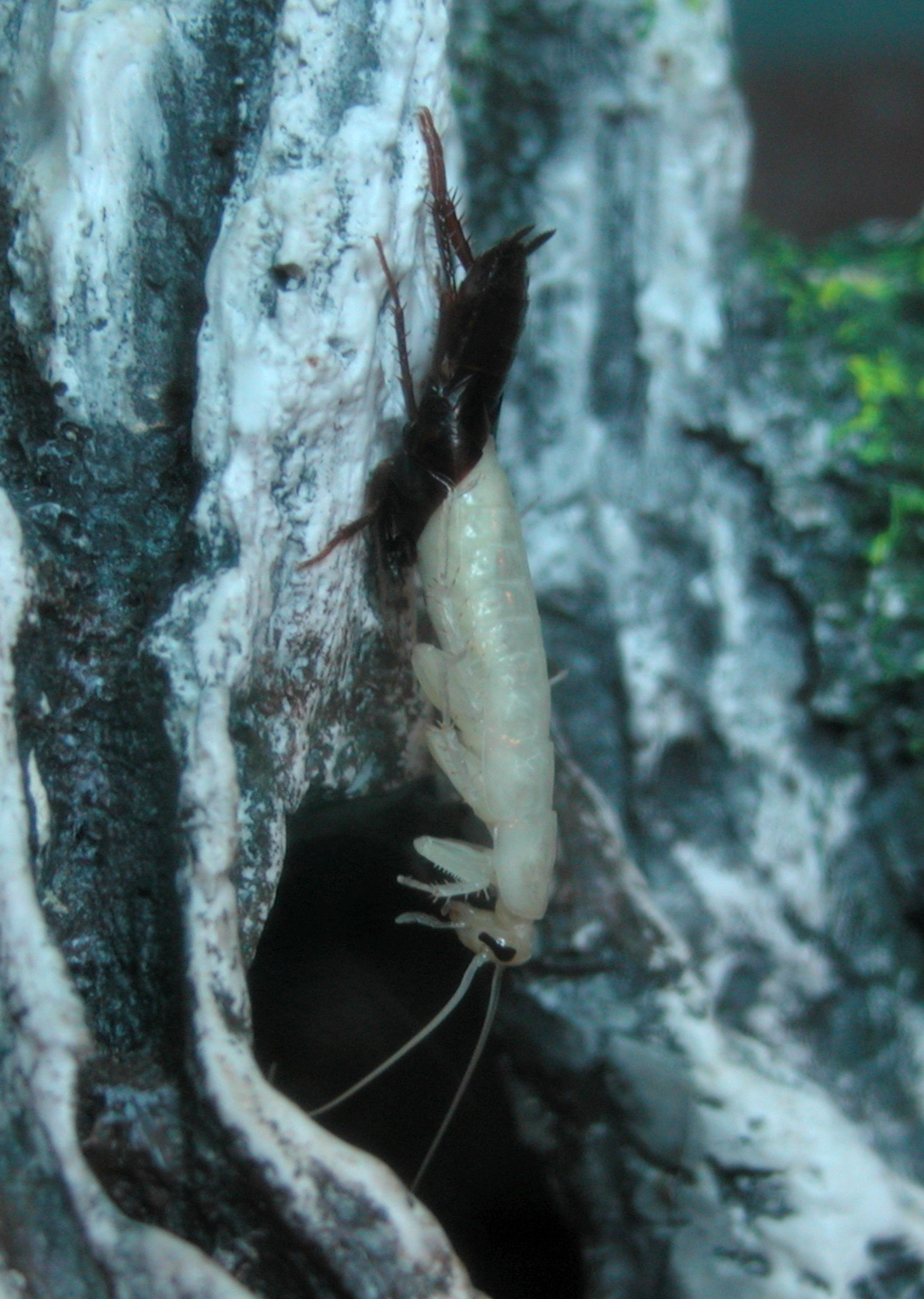
chitinepantser van vervellende kakkerlak
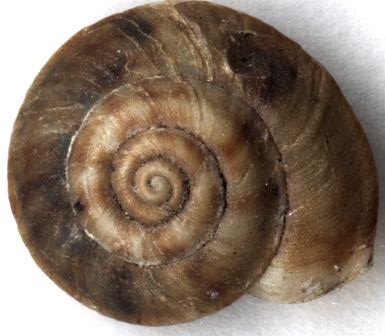
kalkskelet van de Steenbikker, een landslak
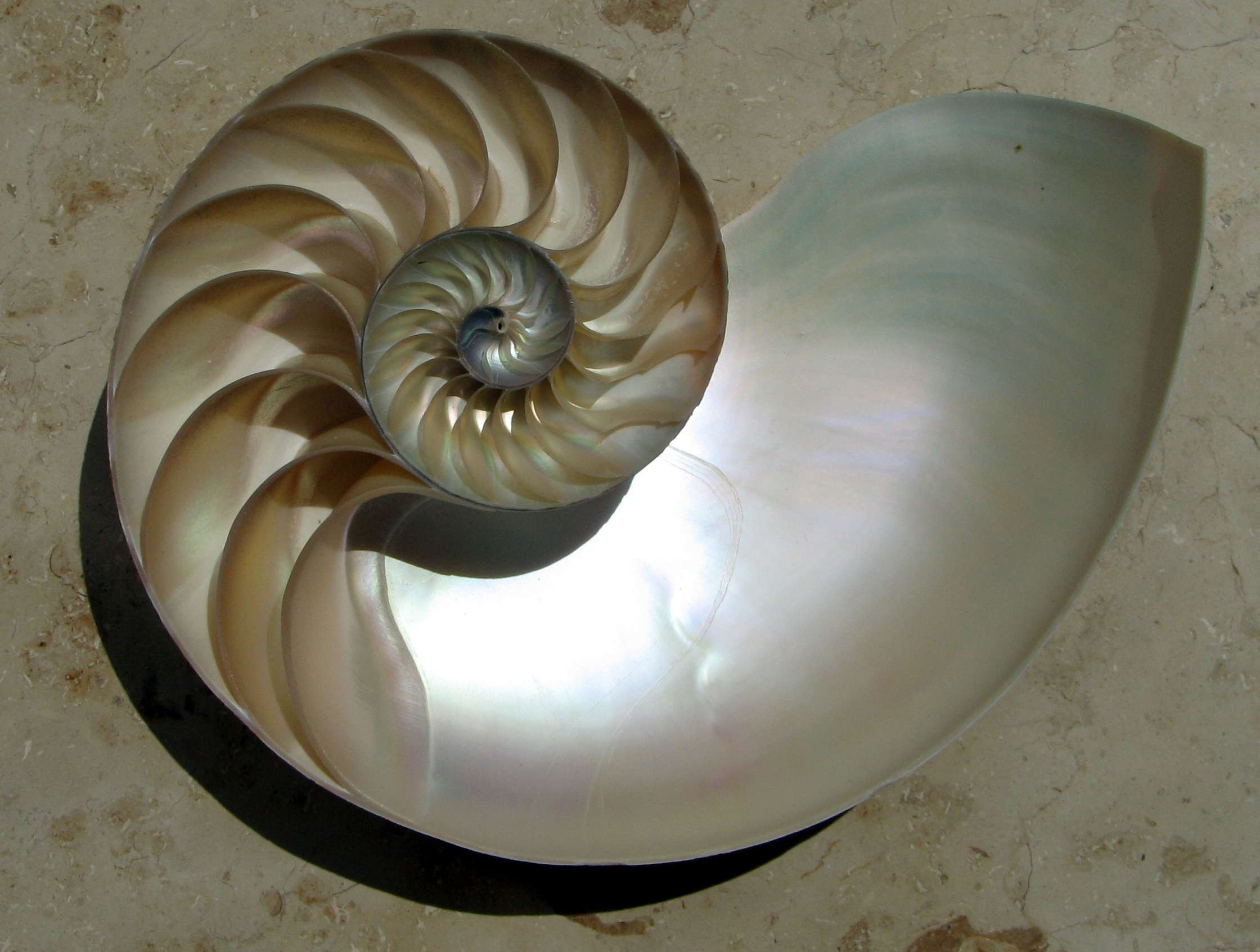
kalkskelet (doorsnede) van een Nautilus
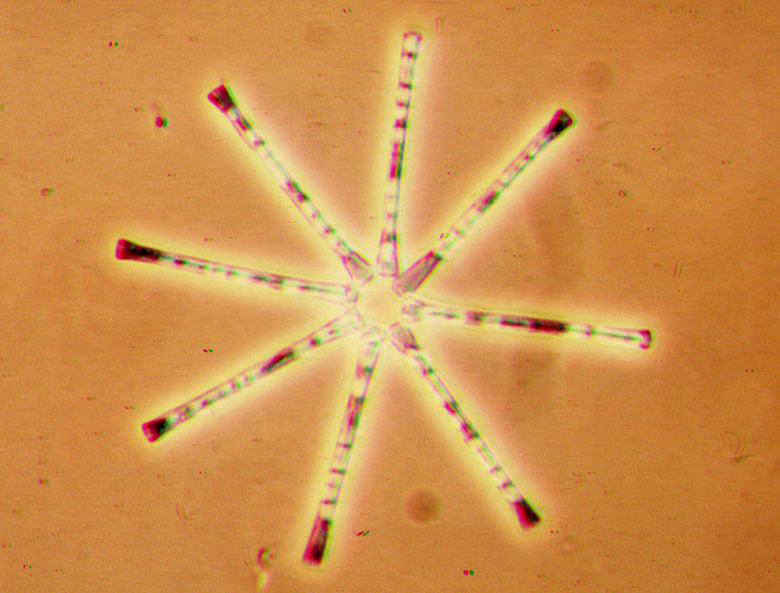
kiezelskelet van een diatomee

## Kunstmatige exoskeletten
Mensen hebben gedurende lange tijd harnassen gebruikt als kunstmatig exoskelet voor bescherming, vooral bij gevechten. Stilaan zijn er ook exoskeletmachines die gebruikt worden voor medische en industriële doeleinden. Menselijke exoskeletten kwamen reeds voor in sciencefictionverhalen, maar er bestaan ondertussen echte prototypes. 
Ortheses zijn een beperkte medische vorm van een exoskelet, dat aangebracht wordt op een ledemaat of op de romp, om de werking of de vorm van de ledemaat of de ruggengraat te ondersteunen. 